# Філіппо ΙΙ де Тусі
Філіппо ΙΙ де Тусі (бл. 1280 — після 1300) — сеньйор Латерци, титулярний граф Триполі та титулярний князь Антіохії.

## Життєпис
Його матір'ю була Люсія Триполійська, графиня Триполі та титулярна княжна Антіохії, донька Богемунда VI Антіохійського та Сибіли Вірменської. Його батьком був Нарйот де Тусі, сеньйор Латерци, генерал-капітан королівства Албанія та адмірал королівства Сицилія, син Філіппо де Тусі, регента Латинської імперії Константинополя та Порти де Руайе.
1289 року Триполі був завойований мамлюками, і його батьки виїхали до Неаполітанського королівства. Його батько Нарйот де Тусі помер 1293 року, а мати не вийшла заміж повторно, тому Філіппо успадкував феод свого батька. У 1299 році Філіппо одружився з Елеонорою Анжуйською, донькою Карла II Анжуйського, короля Неаполя, Сицилії, Єрусалиму. Люція померла того ж року, і її син успадкував титули князя Антіохії та графа Триполі. Однак його шлюб з Елеонорою був розірваний 17 січня 1300 року Папою Боніфацієм VIII, оскільки вони були родичами і не просили Папу Римського про дозвіл на шлюб. Точна дата його смерті невідома, приблизно 1300 рік.
Титули та номінальні права на Антіохію і Триполі перейшли до Маргарити Лузіньянської (померла в 1308 р.), доньки Генріха Антіохійського, який був сином Богемунда IV Антіохійського і Триполійського.